# 米内山震作
米内山 震作（よないやま しんさく、1891年（明治24年）5月10日 - 没年不詳）は、関東州官僚。

## 経歴
青森県上北郡七戸町出身。1915年（大正4年）、東洋協会専門学校（現在の拓殖大学）を卒業。朝鮮総督府中枢院属、農商務省属を務め、高等文官試験に合格した。朝鮮総督府忠清北道勤務、関東庁理事官・大連民政署財務課長、関東庁財務部財務課勤務、旅順民政署庶務課長、旅順民政署長、関東庁事務官・長官官房調査課長、内務局地方課長、関東局事務官・関東州庁内務部長、旅順博物館長、旅順図書館長、関東体育研究所長、大連民政署長・関東専売局長、関東州庁財務部長などを歴任した。
退官後、大連取引所長、東亜生果株式会社社長を務めた。